# BAE Taranis
BAE Taranis – brytyjski samolot bezzałogowy, rozwijany obecnie przez BAE Systems w ramach programu Unmanned Combat Air Vehicle (UCAV). Nazwa pochodzi od celtyckiego boga Taranisa.

## Historia
Początki programu budowy bezzałogowego samolotu uderzeniowego sięgają 2005 roku, kiedy to brytyjskie Ministerstwo Obrony ogłosiło Strategię Przemysłu Obronnego (Defence Industrial Strategy). W dokumencie wytyczono główne obszary rozwoju brytyjskiego przemysłu zbrojeniowego, jednym z nich było zapewnienie przez lokalne firmy zdolności do projektowania, budowy i modernizacji bojowych, bezzałogowych aparatów latających. W 2006 roku BAE Systems otrzymał środki finansowe na zaprojektowanie i budowę demonstratora technologii uderzeniowego samolotu. BAE Systems stanął na czele konsorcjum powołanego do życia w celu realizacji projektu. W jego skład weszły firmy Rolls-Royce, QinetiQ oraz Smiths Aviation.
Po raz pierwszy model samolotu został zaprezentowany na Airshow w Farnborough w 2008 roku. 12 lipca 2010 roku (niektóre źródła podają, iż miało to miejsce 14 lipca) po raz pierwszy zaprezentowano szerszej publiczności prototyp samolotu na lotnisku w Warton, bez możliwości przyjrzenia się maszynie z bliska. W tym samym roku maszyna rozpoczęła próby naziemne zakończone w lipcu 2012 roku. W kwietniu 2013 roku Taranis wykonał pierwsze kołowanie po pasie startowym. Pod koniec tego samego roku brytyjskie Ministerstwo Obrony ujawniło, iż pierwszy lot maszyny odbył się w 2013 roku, nie podając dalszych szczegółów. Więcej szczegółów ujawniono na wspólnej konferencji przedstawicieli Ministerstwa Obrony i BAE Systems jaka odbyła się 5 lutego 2014 roku w Londynie. Poinformowano, że pierwszy lot aparatu o znakach rejestracyjnych ZZ250 odbył się 10 sierpnia 2013 roku i trwał 15 minut. Pilotem maszyny, kontrolującym jej lot z naziemnej stacji, był Bob Fraser. Kilka dni później, 17 sierpnia, Taranis ponownie wzbił się w powietrze. Wcześniej maszyna przeszła próby naziemne w lipcu 2013 roku, które odbyły się w bazie RAF niedaleko Warton, skąd na pokładzie C-17A przewieziono ją do nieujawnionego wcześniej miejsca w celu przeprowadzenia badań w locie. Najbardziej prawdopodobnym miejscem lotów był australijski poligon Woomera Test Range co potwierdziły późniejsze doniesienia.

## Konstrukcja
W celu obniżenia skutecznej powierzchni odbicia radiolokacyjnego Taranis został zaprojektowany w układzie latającego skrzydła. Wlot powietrza do silnika znajduje się nad krawędzią natarcia płata. Tunel dolotowy do silnika opływa kadłub od góry, zaginając się w celu osłonięcia łopatek pierwszego stopnia sprężarki silnika. Napęd stanowi silnik RR Turbomeca Adour Mk. 951. Samolot może być sterowany ze stanowiska naziemnego, jak również wykonywać w pełni autonomiczne misje włącznie z przeprowadzeniem samodzielnie ataku na rozpoznany cel.